# Kenshō Ogasawara
Kenshō Ogasawara (japanisch 小笠原 賢聖 Ogasawara Kenshō; * 26. März 1995 in der Präfektur Tokio) ist ein japanischer Fußballspieler.

## Karriere
Ogasawara erlernte das Fußballspielen in der Schulmannschaft der Higashikurume Sogo High School und der Universitätsmannschaft der Nippon Sport Science University. Seinen ersten Vertrag unterschrieb er 2017 beim YSCC Yokohama. Der Verein spielte in der dritthöchsten Liga des Landes, der J3 League. Für den Verein absolvierte er zwei Ligaspiele. 2018 wechselte er zu J.FC Miyazaki. 2019 wechselte er zum Tokyo United FC.